# Hinnites corallinus
Hinnites corallinus is een tweekleppigensoort uit de familie van de Pectinidae. De wetenschappelijke naam van de soort is voor het eerst geldig gepubliceerd in 1827 door Sowerby I.